# Sāmaveda Saṃhitā
La Sāmaveda Saṃhitā (devanāgarī: सामवेदसंहिता) è una delle Saṃhitā riportate nei Veda e facente parte del Sāmaveda. Il nome può essere reso in italiano come "Raccolta delle melodie dei Veda".

## Generalità
(Sāmaveda Saṃhitā, Pūrvācika, 194; traduzione da Quotes from Samaveda Samhita)
La Sāmaveda Saṃhitā ci è giunta in tre recensioni: quella della scuola Rāṇiāyaṇīya, diffusa nel Mahārāṣṭra, della Kauthuma, diffusa nel Gujarāt, e della Jaiminīya, diffusa nell'India meridionale.
La raccolta, che ha finalità ritualistiche, è divisa in due grandi ripartizioni: il Pūrvācika, diviso in sei lezioni (prapātihaka) e l'Uttarārcika.
Con l'eccezione di 75 strofe, il resto è tratto dalla Ṛgveda Saṃhitā e riordinato. I canti sono destinati allo udgātṛ, il sacerdote cantore dell'udgītha (atto sacrificale), il cui compito era quello di cantare gli inni (sāman) accompagnato dai suoi assistenti, il prastotar, il prastāva, il pratihartar ed il subrahmaniya.
La Saṃhitā offre, tra l'altro, un contributo notevole per la conoscenza della storia della musica dell'India antica: si tratta infatti del più antico esempio di musica liturgica a noi noto. Vi compare inoltre il primo esempio di notazione della tradizione indiana.